# Cantharellopsis
Cantharellopsis (denominado así por su similitud a Cantharellus) es un género de hongos basidiomicetos que tiene un aspecto intermedio entre Omphalina y Cantharellus debido a su peculiar disposición de las láminas de su himenio. Habita en suelos calcáreos, especialmente los muy ricos en briófitos, de zonas templadas del Hemisferio Norte. Filogenéticamente, están relacionados con los Agaricales de los géneros Contumyces, Gyroflexus, Loreleia, Rickenella y Blasiphalia, así como de los géneros  Cyphellostereum y Cotylidia así como de Alloclavaria.